# 日本の私立学校一覧
日本の私立学校一覧は、学校法人が設置する私立学校（大学、短期大学、専修学校、特別支援学校、幼稚園、小学校、中学校、中等教育学校、高等学校、高等専門学校）の一覧。

## 北海道地区
大学：北海道の大学一覧を参照
高等学校：北海道高等学校一覧を参照
中学校：北海道中学校一覧を参照
小学校：北海道小学校一覧を参照
幼稚園：北海道幼稚園一覧を参照
特別支援学校：北海道特別支援学校一覧を参照

## 東北地区

### 青森県
- 青森大学
- 青森中央学院大学
- 柴田学園大学
- 八戸大学
- 八戸工業大学
- 弘前学院大学

高等学校：青森県高等学校一覧を参照
中学校：青森県中学校一覧を参照
小学校：青森県小学校一覧を参照
幼稚園：青森県幼稚園一覧を参照
特別支援学校：青森県特別支援学校一覧を参照

### 岩手県
- 岩手医科大学
- 富士大学
- 盛岡大学

高等学校：岩手県高等学校一覧を参照
中学校：岩手県中学校一覧を参照
小学校：岩手県小学校一覧を参照
幼稚園：岩手県幼稚園一覧を参照
特別支援学校：岩手県特別支援学校一覧を参照

### 宮城県
- 石巻専修大学
- 尚絅学院大学
- 仙台大学
- 仙台白百合女子大学
- 東北学院大学
- 東北工業大学
- 東北生活文化大学
- 東北福祉大学
- 東北文化学園大学
- 東北薬科大学
- 宮城学院女子大学

高等学校：宮城県高等学校一覧を参照
中学校：宮城県中学校一覧を参照
小学校：宮城県小学校一覧を参照
幼稚園：宮城県幼稚園一覧を参照
特別支援学校：宮城県特別支援学校一覧を参照

### 秋田県
- 秋田経済法科大学

高等学校：秋田県高等学校一覧を参照
中学校：秋田県中学校一覧を参照
小学校：秋田県小学校一覧を参照
幼稚園：秋田県幼稚園一覧を参照
特別支援学校：秋田県特別支援学校一覧を参照

### 山形県
- 東北芸術工科大学
- 東北公益文科大学

高等学校：山形県高等学校一覧を参照
中学校：山形県中学校一覧を参照
小学校：山形県小学校一覧を参照
幼稚園：山形県幼稚園一覧を参照
特別支援学校：山形県特別支援学校一覧を参照

### 福島県
- いわき明星大学
- 奥羽大学
- 郡山女子大学
- 東日本国際大学
- 福島学院大学

高等学校：福島県高等学校一覧を参照
中学校：福島県中学校一覧を参照
小学校：福島県小学校一覧を参照
幼稚園：福島県幼稚園一覧を参照
特別支援学校：福島県特別支援学校一覧を参照

## 関東地区

### 茨城県
- 茨城キリスト教大学
- つくば国際大学
- 筑波学院大学
- 常磐大学
- 常磐短期大学
- 流通経済大学
- 日本ウェルネススポーツ大学

高等学校：茨城県高等学校一覧を参照
中学校：茨城県中学校一覧を参照
小学校：茨城県小学校一覧を参照
幼稚園：茨城県幼稚園一覧を参照
特別支援学校：茨城県特別支援学校一覧を参照

### 栃木県
- 足利工業大学
- 国際医療福祉大学
- 作新学院大学
- 作新学院大学女子短期大学部
- 自治医科大学
- 獨協医科大学
- 那須大学
- 白鷗大学
- 文星芸術大学

高等学校：栃木県高等学校一覧を参照
中学校：栃木県中学校一覧を参照
小学校：栃木県小学校一覧を参照
幼稚園：栃木県幼稚園一覧を参照
特別支援学校：栃木県特別支援学校一覧を参照

### 群馬県
- 関東学園大学
- 共愛学園前橋国際大学
- 群馬社会福祉大学
- 群馬社会福祉大学短期大学部
- 上武大学
- 高崎健康福祉大学
- 高崎健康福祉大学短期大学部
- 高崎商科大学
- 高崎商科大学短期大学部
- 東京福祉大学
- 群馬パース大学
- 桐生大学

高等学校：群馬県高等学校一覧を参照
中学校：群馬県中学校一覧を参照
小学校：群馬県小学校一覧を参照
幼稚園：群馬県幼稚園一覧を参照
特別支援学校：群馬県特別支援学校一覧を参照

### 埼玉県
- 跡見学園女子大学
- 浦和大学
- 大宮法科大学院大学
- 共栄大学
- 埼玉医科大学
- 埼玉学園大学
- 十文字学園女子大学
- 十文字学園女子大学短期大学部
- 城西大学
- 尚美学園大学
- 女子栄養大学
- 駿河台大学
- 聖学院大学
- 西武文理大学
- 東京国際大学
- 東邦音楽大学
- 東邦音楽短期大学
- 獨協大学
- 日本工業大学
- 日本薬科大学
- 人間総合科学大学
- 文教大学
- 文教大学女子短期大学部
- 平成国際大学
- 武蔵野学院大学
- 明海大学
- ものつくり大学

高等学校：埼玉県高等学校一覧を参照
中学校：埼玉県中学校一覧を参照
小学校：埼玉県小学校一覧を参照
幼稚園：埼玉県幼稚園一覧を参照
特別支援学校：埼玉県特別支援学校一覧を参照

### 千葉県
- 愛国学園大学
- 江戸川大学
- 江戸川短期大学
- 開智国際大学
- 川村学園女子大学
- 神田外語大学
- 敬愛大学
- 千葉敬愛短期大学
- 国際武道大学
- 秀明大学
- 淑徳大学
- 城西国際大学
- 聖徳大学
- 清和大学
- 千葉科学大学
- 千葉経済大学
- 千葉工業大学
- 千葉商科大学
- 中央学院大学
- 帝京平成大学
- 東京基督教大学
- 東京歯科大学
- 東京情報大学
- 東京成徳大学
- 東洋学園大学
- 麗澤大学
- 和洋女子大学

高等学校：千葉県高等学校一覧を参照
中学校：千葉県中学校一覧を参照
小学校：千葉県小学校一覧を参照
幼稚園：千葉県幼稚園一覧を参照
特別支援学校：千葉県特別支援学校一覧を参照

### 東京都
- 愛国学園短期大学
- 青山学院大学
- 青山学院女子短期大学
- 亜細亜大学
- 亜細亜大学短期大学部
- 上野学園大学
- 上野学園大学短期大学部
- 桜美林大学
- 大妻女子大学
- 大妻女子大学短期大学部
- 嘉悦大学
- 嘉悦大学短期大学部
- 学習院大学
- 学習院女子大学
- 北里大学
- 共立女子大学
- 共立女子短期大学
- 共立薬科大学
- 杏林大学
- 国立音楽大学
- 慶應義塾大学
- 恵泉女学園大学
- 工学院大学
- 攻玉社工科短期大学
- 國學院大學
- 国際基督教大学
- 国際短期大学
- 国士舘大学
- 駒澤大学
- 駒沢女子大学
- 駒沢女子短期大学
- 実践女子大学
- 実践女子大学短期大学部
- 芝浦工業大学
- 自由が丘産能短期大学
- 淑徳短期大学
- 順天堂大学
- 上智大学
- 昭和医科大学
- 昭和女子大学
- 昭和女子大学短期大学部
- 昭和薬科大学
- 女子栄養大学
- 女子栄養大学短期大学部
- 女子美術大学
- 女子美術大学短期大学部
- 白梅学園大学
- 白梅学園短期大学
- 白百合女子大学
- 杉野服飾大学
- 杉野服飾大学短期大学部
- 成蹊大学
- 成城大学
- 聖心女子大学
- 清泉女子大学
- 星美学園短期大学
- 聖母大学
- 聖路加国際大学
- 専修大学
- 創価大学
- 創価女子短期大学
- 大正大学
- 大東文化大学
- 高千穂大学
- 拓殖大学
- 多摩大学
- 玉川大学
- 多摩美術大学
- 中央大学
- 津田塾大学
- 鶴川女子短期大学
- 帝京大学
- 帝京大学短期大学
- 帝京短期大学
- デジタルハリウッド大学
- 戸板女子短期大学
- 東海大学
- 東海大学短期大学部
- 東京医科大学
- 東京医療保健大学
- 東京音楽大学
- 東京家政大学
- 東京家政大学短期大学部
- 東京家政学院大学
- 東京家政学院短期大学
- 東京経済大学
- 東京工科大学
- 東京工芸大学
- 東京交通短期大学
- 東京慈恵会医科大学
- 東京純心大学
- 東京女子大学
- 東京女子医科大学
- 東京女子体育大学
- 東京女子体育短期大学
- 東京神学大学
- 東京聖栄大学
- 東京成徳短期大学
- 東京造形大学
- 東京田中短期大学
- 東京電機大学
- 東京都市大学
- 東京農業大学
- 東京農業大学短期大学部
- 東京富士大学
- 東京富士大学短期大学部
- 東京薬科大学
- 東京理科大学
- 東京立正短期大学
- 東邦大学
- 東邦音楽短期大学
- 桐朋学園大学
- 桐朋学園芸術短期大学
- 東洋大学
- 二松学舎大学
- 新渡戸文化短期大学
- 日本大学
- 日本大学短期大学部
- 日本医科大学
- 日本歯科大学
- 日本歯科大学東京短期大学
- 日本社会事業大学
- 日本獣医生命科学大学
- 日本女子大学
- 日本女子体育大学
- 日本赤十字看護大学
- 日本体育大学
- 日本体育大学女子短期大学部
- 日本文化大学
- 文化学園大学
- 文化学園大学短期大学部
- 文京学院短期大学
- 法政大学
- 宝仙学園短期大学
- 星薬科大学
- 武蔵大学
- 武蔵野大学
- 武蔵野音楽大学
- 武蔵野美術大学
- 明治大学
- 明治学院大学
- 明治薬科大学
- 明星大学
- 目白大学短期大学部
- ヤマザキ動物看護短期大学
- 山野美容芸術短期大学
- 山脇学園短期大学
- 立教大学
- 立教女学院短期大学
- 立正大学
- ルーテル学院大学
- LEC東京リーガルマインド大学
- 和光大学
- 早稲田大学
- サレジオ工業高等専門学校

高等学校：東京都高等学校一覧を参照
中学校：東京都中学校一覧を参照
小学校：東京都小学校一覧を参照
幼稚園：東京都幼稚園一覧を参照
特別支援学校：東京都特別支援学校一覧を参照

### 神奈川県
- 麻布大学
- 神奈川大学
- 神奈川工科大学
- 神奈川歯科大学
- 鎌倉女子大学
- 関東学院大学
- 相模女子大学
- 産能大学
- 松蔭大学
- 湘南工科大学
- 情報セキュリティ大学院大学
- 昭和音楽大学
- 女子美術大学
- 聖マリアンナ医科大学
- 洗足学園音楽大学
- 鶴見大学
- 田園調布学園大学
- 桐蔭横浜大学
- 東洋英和女学院大学
- フェリス女学院大学
- 八洲学園大学
- 横浜商科大学

高等学校：神奈川県高等学校一覧を参照
中学校：神奈川県中学校一覧を参照
小学校：神奈川県小学校一覧を参照
幼稚園：神奈川県幼稚園一覧を参照
特別支援学校：神奈川県特別支援学校一覧を参照

## 中部地区

### 新潟県
- 長岡大学
- 長岡造形大学
- 新潟医療福祉大学
- 新潟経営大学
- 新潟工科大学
- 新潟国際情報大学
- 新潟産業大学
- 新潟青陵大学
- 新潟薬科大学

高等学校：新潟県高等学校一覧を参照
中学校：新潟県中学校一覧を参照
小学校：新潟県小学校一覧を参照
幼稚園：新潟県幼稚園一覧を参照
特別支援学校：新潟県特別支援学校一覧を参照

### 富山県
- 高岡法科大学
- 桐朋学園大学院大学
- 富山国際大学

高等学校：富山県高等学校一覧を参照
中学校：富山県中学校一覧を参照
小学校：富山県小学校一覧を参照
幼稚園：富山県幼稚園一覧を参照
特別支援学校：富山県特別支援学校一覧を参照

### 石川県
- 金沢医科大学
- 金沢学院大学
- 金沢工業大学
- 金沢星稜大学
- 金城大学
- 北陸大学
- 国際高等専門学校

高等学校：石川県高等学校一覧を参照
中学校：石川県中学校一覧を参照
小学校：石川県小学校一覧を参照
幼稚園：石川県幼稚園一覧を参照
特別支援学校：石川県特別支援学校一覧を参照

### 福井県
- 仁愛大学
- 福井工業大学

高等学校：福井県高等学校一覧を参照
中学校：福井県中学校一覧を参照
小学校：福井県小学校一覧を参照
幼稚園：福井県幼稚園一覧を参照
特別支援学校：福井県特別支援学校一覧を参照

### 山梨県
- 健康科学大学
- 帝京科学大学
- 身延山大学
- 山梨英和大学
- 山梨学院大学

高等学校：山梨県高等学校一覧を参照
中学校：山梨県中学校一覧を参照
小学校：山梨県小学校一覧を参照
幼稚園：山梨県幼稚園一覧を参照
特別支援学校：山梨県特別支援学校一覧を参照

### 長野県
- 清泉大学
- 松本大学
- 松本歯科大学

高等学校：長野県高等学校一覧を参照
中学校：長野県中学校一覧を参照
小学校：長野県小学校一覧を参照
幼稚園：長野県幼稚園一覧を参照
特別支援学校：長野県特別支援学校一覧を参照

### 岐阜県
- 朝日大学
- 岐阜医療科学大学
- 岐阜経済大学
- 岐阜聖徳学園大学
- 岐阜女子大学
- 中京学院大学
- 中部学院大学
- 東海学院大学
- 名城大学

高等学校：岐阜県高等学校一覧を参照
中学校：岐阜県中学校一覧を参照
小学校：岐阜県小学校一覧を参照
幼稚園：岐阜県幼稚園一覧を参照
特別支援学校：岐阜県特別支援学校一覧を参照

### 静岡県
- 静岡英和学院大学
- 静岡産業大学
- 静岡福祉大学
- 静岡文化芸術大学
- 静岡理工科大学
- 聖隷クリストファー大学
- 東海大学
- 東京女子医科大学
- 常葉大学
- 日本大学
- 浜松学院大学
- 光産業創成大学院大学

高等学校：静岡県高等学校一覧を参照
中学校：静岡県中学校一覧を参照
小学校：静岡県小学校一覧を参照
幼稚園：静岡県幼稚園一覧を参照
特別支援学校：静岡県特別支援学校一覧を参照

### 愛知県
- 愛知大学
- 愛知医科大学
- 愛知学院大学
- 愛知学泉大学
- 愛知工科大学
- 愛知工業大学
- 愛知産業大学
- 愛知淑徳大学
- 愛知新城大谷大学
- 愛知東邦大学
- 愛知文教大学
- 愛知みずほ大学
- 桜花学園大学
- 金城学院大学
- 至学館大学
- 修文大学
- 椙山女学園大学
- 星城大学
- 大同大学
- 中京大学
- 中部大学
- 東海学園大学
- 同朋大学
- 豊田工業大学
- 豊橋創造大学
- 名古屋葵大学
- 名古屋音楽大学
- 名古屋外国語大学
- 名古屋学院大学
- 名古屋学芸大学
- 名古屋経済大学
- 名古屋芸術大学
- 名古屋産業大学
- 名古屋商科大学
- 名古屋造形芸術大学
- 名古屋文理大学
- 南山大学
- 日本赤十字豊田看護大学
- 日本福祉大学
- 人間環境大学
- 藤田医科大学
- 名城大学

高等学校：愛知県高等学校一覧を参照
中学校：愛知県中学校一覧を参照
小学校：愛知県小学校一覧を参照
幼稚園：愛知県幼稚園一覧を参照
特別支援学校：愛知県特別支援学校一覧を参照

## 近畿地区

### 三重県
- 皇學館大学
- 鈴鹿医療科学大学
- 三重中京大学
- 四日市大学
- 鈴鹿国際大学
- 近畿大学工業高等専門学校

高等学校：三重県高等学校一覧を参照
中学校：三重県中学校一覧を参照
小学校：三重県小学校一覧を参照
幼稚園：三重県幼稚園一覧を参照
特別支援学校：三重県特別支援学校一覧を参照

### 滋賀県
- 成安造形大学
- 聖泉大学
- 長浜バイオ大学
- びわこ成蹊スポーツ大学
- 立命館大学
- 龍谷大学

高等学校：滋賀県高等学校一覧を参照
中学校：滋賀県中学校一覧を参照
小学校：滋賀県小学校一覧を参照
幼稚園：滋賀県幼稚園一覧を参照
特別支援学校：滋賀県特別支援学校一覧を参照

### 京都府
- 大谷大学
- 京都外国語大学
- 京都学園大学
- 京都光華女子大学
- 京都嵯峨芸術大学
- 京都産業大学
- 京都女子大学
- 京都精華大学
- 京都創成大学
- 京都造形芸術大学
- 京都橘女子大学
- 京都ノートルダム女子大学
- 京都文教大学
- 京都薬科大学
- 種智院大学
- 同志社大学
- 同志社女子大学
- 花園大学
- 佛教大学
- 明治鍼灸大学
- 立命館大学
- 龍谷大学

高等学校：京都府高等学校一覧を参照
中学校：京都府中学校一覧を参照
小学校：京都府小学校一覧を参照
幼稚園：京都府幼稚園一覧を参照
特別支援学校：京都府特別支援学校一覧を参照

### 大阪府
- 藍野大学
- 追手門学院大学
- 大阪青山大学
- 大阪医科薬科大学
- 大阪大谷大学
- 大阪音楽大学
- 大阪学院大学
- 大阪河﨑リハビリテーション大学
- 大阪経済大学
- 大阪経済法科大学
- 大阪芸術大学
- 大阪工業大学
- 大阪国際大学
- 大阪産業大学
- 大阪歯科大学
- 大阪樟蔭女子大学
- 大阪商業大学
- 大阪女学院大学
- 大阪成蹊大学
- 大阪総合保育大学
- 大阪体育大学
- 大阪電気通信大学
- 大阪人間科学大学
- 大阪明浄大学
- 関西大学
- 関西医科大学
- 関西外国語大学
- 関西鍼灸大学
- 関西福祉科学大学
- 近畿大学
- 四條畷学園大学
- 四天王寺国際仏教大学
- 摂南大学
- 千里金蘭大学
- 相愛大学
- 太成学院大学
- 帝塚山学院大学
- 常磐会学園大学
- 羽衣国際大学
- 阪南大学
- 梅花女子大学
- 東大阪大学
- プール学院大学
- 平安女学院大学
- 桃山学院大学

高等学校：大阪府高等学校一覧を参照
中学校：大阪府中学校一覧を参照
小学校：大阪府小学校一覧を参照
幼稚園：大阪府幼稚園一覧を参照
特別支援学校：大阪府特別支援学校一覧を参照

### 兵庫県
- 芦屋大学
- 大手前大学
- 関西福祉大学
- 関西学院大学
- 関西国際大学
- 近畿福祉大学
- 甲子園大学
- 甲南大学
- 甲南女子大学
- 神戸海星女子学院大学
- 神戸学院大学
- 神戸芸術工科大学
- 神戸国際大学
- 神戸夙川学院大学
- 神戸松蔭大学
- 神戸親和女子大学
- 神戸女学院大学
- 神戸女子大学
- 神戸ファッション造形大学
- 神戸薬科大学
- 神戸山手大学
- 順心会看護医療大学
- 聖トマス大学
- 聖和大学
- 園田学園大学
- 宝塚大学
- 姫路獨協大学
- 兵庫大学
- 兵庫医科大学
- 兵庫医療大学
- 武庫川女子大学
- 流通科学大学

高等学校：兵庫県高等学校一覧を参照
中学校：兵庫県中学校一覧を参照
小学校：兵庫県小学校一覧を参照
幼稚園：兵庫県幼稚園一覧を参照
特別支援学校：兵庫県特別支援学校一覧を参照

### 奈良県
- 畿央大学
- 近畿大学
- 帝塚山大学
- 天理大学
- 奈良大学
- 奈良産業大学

高等学校：奈良県高等学校一覧を参照
中学校：奈良県中学校一覧を参照
小学校：奈良県小学校一覧を参照
幼稚園：奈良県幼稚園一覧を参照
特別支援学校：奈良県特別支援学校一覧を参照

### 和歌山県
大学：和歌山県大学一覧を参照
高等学校：和歌山県高等学校一覧を参照
中学校：和歌山県中学校一覧を参照
小学校：和歌山県小学校一覧を参照
幼稚園：和歌山県幼稚園一覧を参照
特別支援学校：和歌山県特別支援学校一覧を参照

## 中国地区

### 鳥取県
高等学校：鳥取県高等学校一覧を参照
中学校：鳥取県中学校一覧を参照
小学校：鳥取県小学校一覧を参照
幼稚園：鳥取県幼稚園一覧を参照
特別支援学校：鳥取県特別支援学校一覧を参照

### 島根県
高等学校：島根県高等学校一覧を参照
中学校：島根県中学校一覧を参照
小学校：島根県小学校一覧を参照
幼稚園：島根県幼稚園一覧を参照
特別支援学校：島根県特別支援学校一覧を参照

### 岡山県
- 岡山学院大学
- 岡山商科大学
- 岡山理科大学
- 川崎医科大学
- 川崎医療福祉大学
- 吉備国際大学
- 倉敷芸術科学大学
- くらしき作陽大学
- 山陽学園大学
- 就実大学
- 中国学園大学
- ノートルダム清心女子大学
- 美作大学

高等学校：岡山県高等学校一覧を参照
中学校：岡山県中学校一覧を参照
小学校：岡山県小学校一覧を参照
幼稚園：岡山県幼稚園一覧を参照
特別支援学校：岡山県特別支援学校一覧を参照

### 広島県
- エリザベト音楽大学
- 呉大学
- 日本赤十字広島看護大学
- 比治山大学
- 広島経済大学
- 広島工業大学
- 広島国際大学
- 広島国際学院大学
- 広島修道大学
- 広島女学院大学
- 広島文教女子大学
- 福山大学
- 福山平成大学
- 安田女子大学

高等学校：広島県高等学校一覧を参照
中学校：広島県中学校一覧を参照
小学校：広島県小学校一覧を参照
幼稚園：広島県幼稚園一覧を参照
特別支援学校：広島県特別支援学校一覧を参照

### 山口県
- 宇部フロンティア大学
- 東亜大学
- 徳山大学
- 梅光学院大学
- 山口福祉文化大学
- 山口学芸大学

高等学校：山口県高等学校一覧を参照
中学校：山口県中学校一覧を参照
小学校：山口県小学校一覧を参照
幼稚園：山口県幼稚園一覧を参照
特別支援学校：山口県特別支援学校一覧を参照

## 四国地区

### 徳島県
- 四国大学
- 徳島文理大学

高等学校：徳島県高等学校一覧を参照
中学校：徳島県中学校一覧を参照
小学校：徳島県小学校一覧を参照
幼稚園：徳島県幼稚園一覧を参照
特別支援学校：徳島県特別支援学校一覧を参照

### 香川県
- 四国学院大学
- 高松大学

高等学校：香川県高等学校一覧を参照
中学校：香川県中学校一覧を参照
小学校：香川県小学校一覧を参照
幼稚園：香川県幼稚園一覧を参照
特別支援学校：香川県特別支援学校一覧を参照

### 愛媛県
- 聖カタリナ大学
- 松山大学
- 松山東雲女子大学

高等学校：愛媛県高等学校一覧を参照
中学校：愛媛県中学校一覧を参照
小学校：愛媛県小学校一覧を参照
幼稚園：愛媛県幼稚園一覧を参照
特別支援学校：愛媛県特別支援学校一覧を参照

### 高知県
- 高知工科大学

高等学校：高知県高等学校一覧を参照
中学校：高知県中学校一覧を参照
小学校：高知県小学校一覧を参照
幼稚園：高知県幼稚園一覧を参照
特別支援学校：高知県特別支援学校一覧を参照

## 九州地区

### 福岡県
- 九州栄養福祉大学
- 九州共立大学
- 九州国際大学
- 九州産業大学
- 九州情報大学
- 九州女子大学
- 久留米大学
- 久留米工業大学
- 産業医科大学
- 西南学院大学
- 西南女学院大学
- 第一福祉大学
- 第一薬科大学
- 筑紫女学園大学
- 東和大学
- 中村学園大学
- 西日本工業大学
- 日本赤十字九州国際看護大学
- 福岡大学
- 福岡経済大学
- 福岡工業大学
- 福岡国際大学
- 福岡歯科大学
- 福岡女学院大学

高等学校：福岡県高等学校一覧を参照
中学校：福岡県中学校一覧を参照
小学校：福岡県小学校一覧を参照
幼稚園：福岡県幼稚園一覧を参照
特別支援学校：福岡県特別支援学校一覧を参照

### 佐賀県
- 西九州大学

高等学校：佐賀県高等学校一覧を参照
中学校：佐賀県中学校一覧を参照
小学校：佐賀県小学校一覧を参照
幼稚園：佐賀県幼稚園一覧を参照
特別支援学校：佐賀県特別支援学校一覧を参照

### 長崎県
- 活水女子大学
- 長崎ウエスレヤン大学
- 長崎外国語大学
- 長崎国際大学
- 長崎純心大学
- 長崎総合科学大学

高等学校：長崎県高等学校一覧を参照
中学校：長崎県中学校一覧を参照
小学校：長崎県小学校一覧を参照
幼稚園：長崎県幼稚園一覧を参照
特別支援学校：長崎県特別支援学校一覧を参照

### 熊本県
- 九州看護福祉大学
- 九州東海大学
- 九州ルーテル学院大学
- 熊本学園大学
- 熊本保健科学大学
- 尚絅大学
- 崇城大学
- 平成音楽大学

高等学校：熊本県高等学校一覧を参照
中学校：熊本県中学校一覧を参照
小学校：熊本県小学校一覧を参照
幼稚園：熊本県幼稚園一覧を参照
特別支援学校：熊本県特別支援学校一覧を参照

### 大分県
- 日本文理大学
- 別府大学
- 別府大学短期大学部
- 立命館アジア太平洋大学

高等学校：大分県高等学校一覧を参照
中学校：大分県中学校一覧を参照
小学校：大分県小学校一覧を参照
幼稚園：大分県幼稚園一覧を参照
特別支援学校：大分県特別支援学校一覧を参照

### 宮崎県
- 九州保健福祉大学
- 南九州大学
- 宮崎国際大学
- 宮崎産業経営大学

高等学校：宮崎県高等学校一覧を参照
中学校：宮崎県中学校一覧を参照
小学校：宮崎県小学校一覧を参照
幼稚園：宮崎県幼稚園一覧を参照
特別支援学校：宮崎県特別支援学校一覧を参照

### 鹿児島県
- 鹿児島国際大学
- 鹿児島純心女子大学
- 志學館大学
- 第一工業大学

高等学校：鹿児島県高等学校一覧を参照
中学校：鹿児島県中学校一覧を参照
小学校：鹿児島県小学校一覧を参照
幼稚園：鹿児島県幼稚園一覧を参照
特別支援学校：鹿児島県特別支援学校一覧を参照

### 沖縄県
- 沖縄大学
- 沖縄キリスト教学院大学
- 沖縄国際大学
- 名桜大学

高等学校：沖縄県高等学校一覧を参照
中学校：沖縄県中学校一覧を参照
小学校：沖縄県小学校一覧を参照
幼稚園：沖縄県幼稚園一覧を参照
特別支援学校：沖縄県特別支援学校一覧を参照